# Freză (îmbrăcăminte)

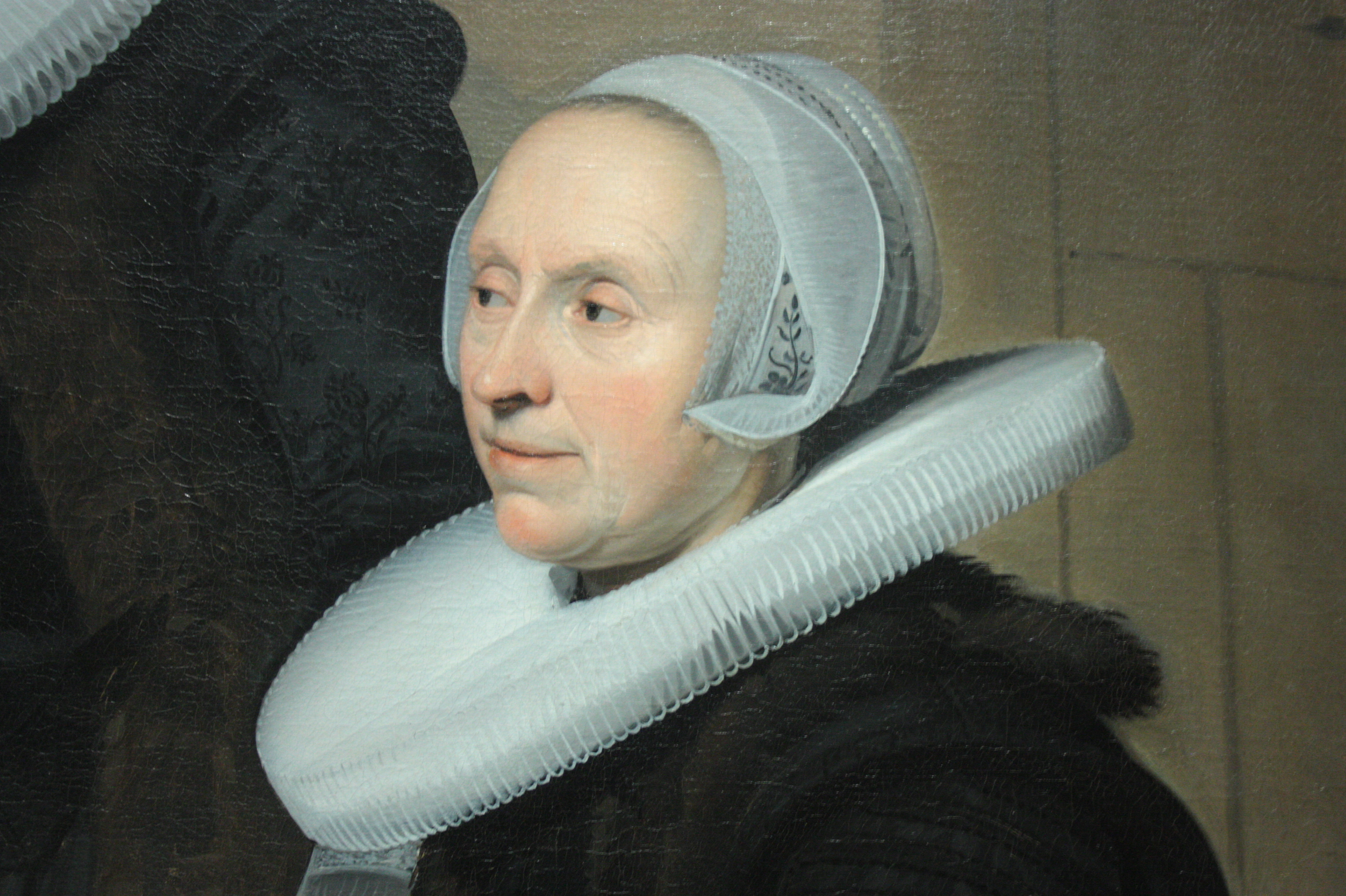
O freză din începutul secolului XVII.

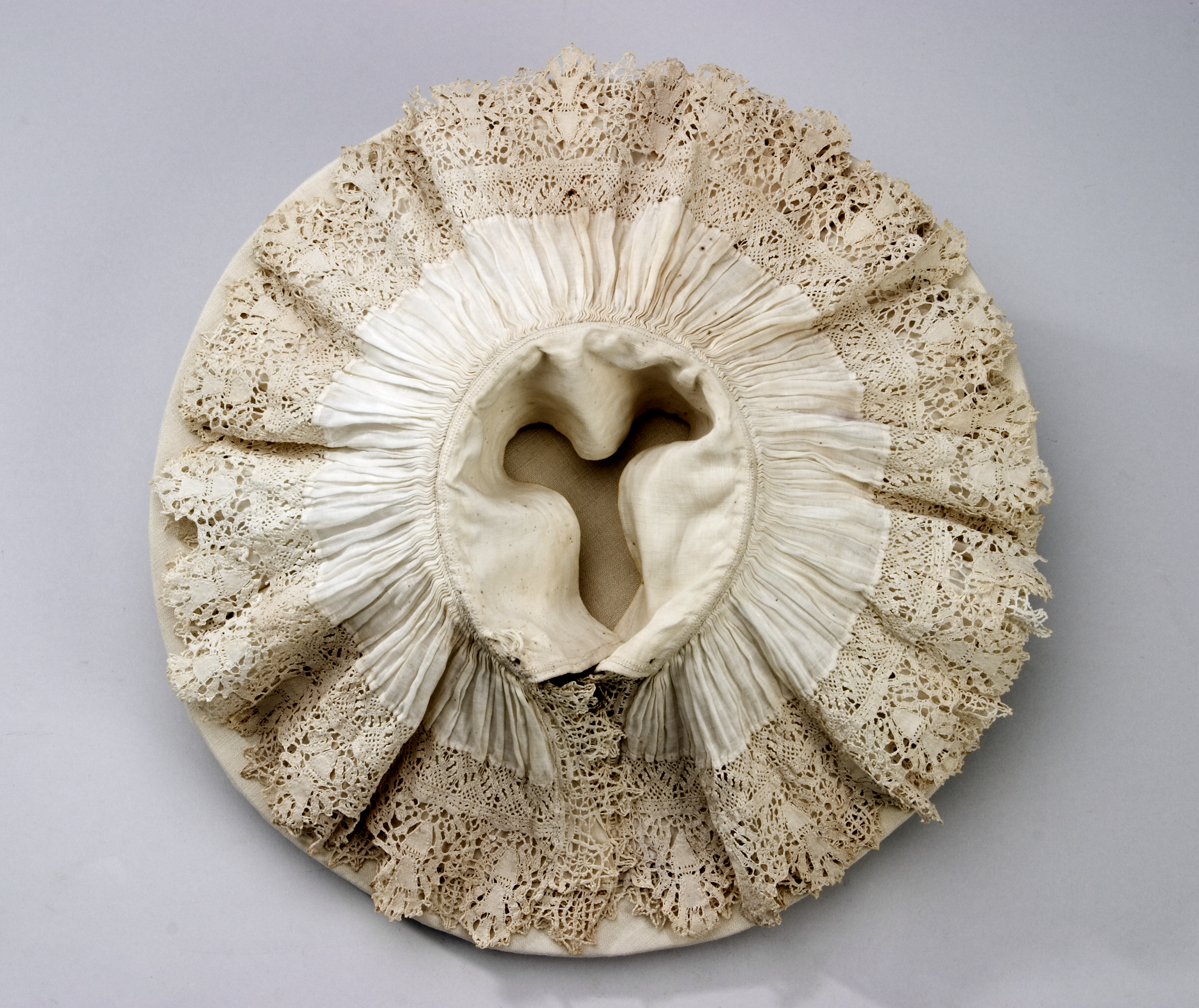
Freză din anii 1620

Freza este un tip de guler cu multe pliuri ce făcea parte din vestimentația aristocratică pentru bărbați și femei, la modă în secolele XVI-XVII. Cuvântul provine din franceză fraise.

## Istoric
Freza, ce era purtată de bărbați, femei și copii, a evoluat de la o mică stofă ce era țesută ca coleretă pe cămașă. Se folosea ca bucată de îmbrăcăminte ce se putea schimba, și putea fi spălată separat, ferind dubletul, rochia sau un oricare tip de haină de a se murdări la decolteu. Rigiditatea frizei forța purtătorul să adopte o poziție dreaptă a capului și impracticitatea sa i-a determinat să devină un simbol al bogăției și al statutului.

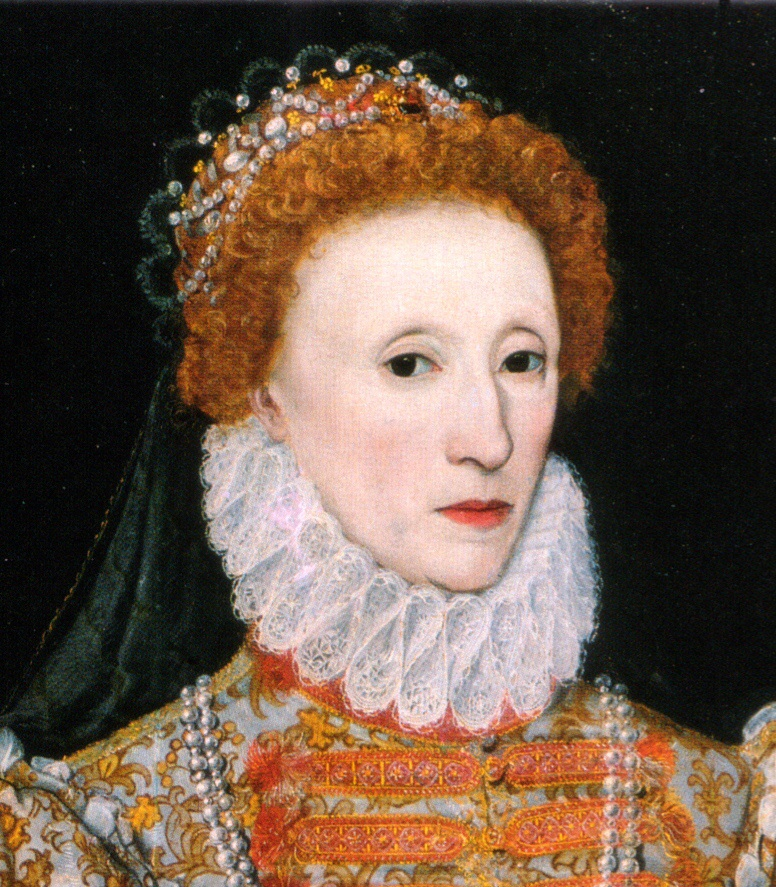
Elisabeta I a Angliei cu o freză, aprox. 1575, Detaliu din Darnley Portrait.

Frezele erau făcute la început din chembrică, rigidizată cu amidon importat din Țările de Jos. Mai târziu, frezele se fabricau în totalitate din dantelă. Cu toate acestea, dantela era scumpă, deoarece era o țesătură nouă, dezvoltată la începutul secolului al XVI-lea.
Mărimea frezei creștea pe măsură ce trecea secolul. „Zece yarzi sunt suficienți pentru freza gâtului și mânecilor” se spunea despre un cadou de Anul Nou făcut de doamnele sale pentru Elisabeta I a Angliei în 1565, și descoperirea amidonului a permis extinderea mărimii frezei fără ca aceasta să-și piardă forma. Ulterior, frezele au devenit un articol de îmbrăcăminte separat ce putea fi spălat, scrobit și modelat în opt falde, folosind un fel de fier de călcat cu forma unui con. Aceste tipuri de gulere erau de multe ori colorate, coloranții vegetali fiind folosiți pentru a oferi frezelor o nuanță galbenă, roz sau mov. Culoarea albastră putea fi obținută și prin utilizarea smalțului, deși Elisabeta I a emis o prerogativă regală despre această culoare: „Plăcerea Majestății Sale este că niciun amidon albastru nu va fi folosit sau purtat de niciunul dintre subiecți, deoarece albastrul este culoarea drapelului Scoției ... "
Stabilirea și menținerea formei structurate și voluminoase a frezei putea fi extrem de dificilă datorită schimbărilor de temperatură sau de vreme. Din acest motiv, ele puteau fi purtate o singură dată înainte de a-și pierde forma. Cele mai mari freze erau circa 30 de centimetri sau mai largi; aceste freze necesitau un cadru de sârmă mai mare numit supportasse sau underperper pentru a le ține într-un unghiu mai elegant. Frezele creau și probleme la masă, în timp ce se mânca. La începutul secolului al XVII-lea, în Europa de Vest numai erau la modă. Moda a persistat mai mult în Olanda, unde se pot observa freze în portrete din tot secolul al XVII-lea. De asemenea, această îmbrăcăminte a rămas ca parte a hainelor ceremoniale a consilierilor orășeni (Senatoren) și ale clerului luteran din orașele hanseatice germane din nord și în Danemarca, Norvegia, Insulele Feroe, Islanda și Groenlanda.
Freza a fost interzisă în Spania sub Filip al IV-lea (decizie orchestrată de Gaspar de Guzmán y Pimentel).

## Astăzi
Frezele rămân parte a ținutelor formale ale episcopilor și ale miniștrilor din Biserica Danemarcei (inclusiv Groenlanda) și Biserica Insulelor Feroe și sunt purtate în general pentru servicii. Biserica din Norvegia a eliminat freza din uniforma clerului în 1980, deși unii miniștri conservatori, cum ar fi Børre Knudsen, au continuat să-l poarte. Frezele sunt opționale pentru băieții de cor ai bisericii anglicane. Judecătorii Curții Constituționale din Italia poartă o haină cu un element similar frizei la gât.

## Galerie

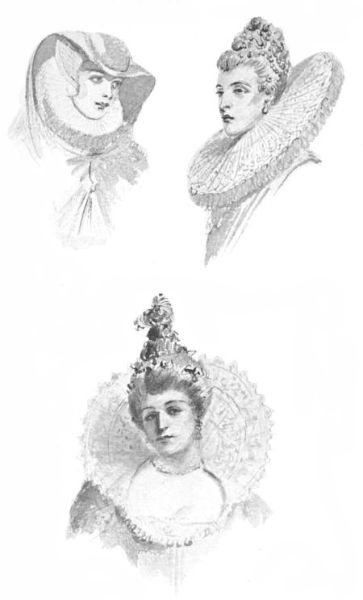
Desen cu femei purtând o freză în secolul al XVI-lea.
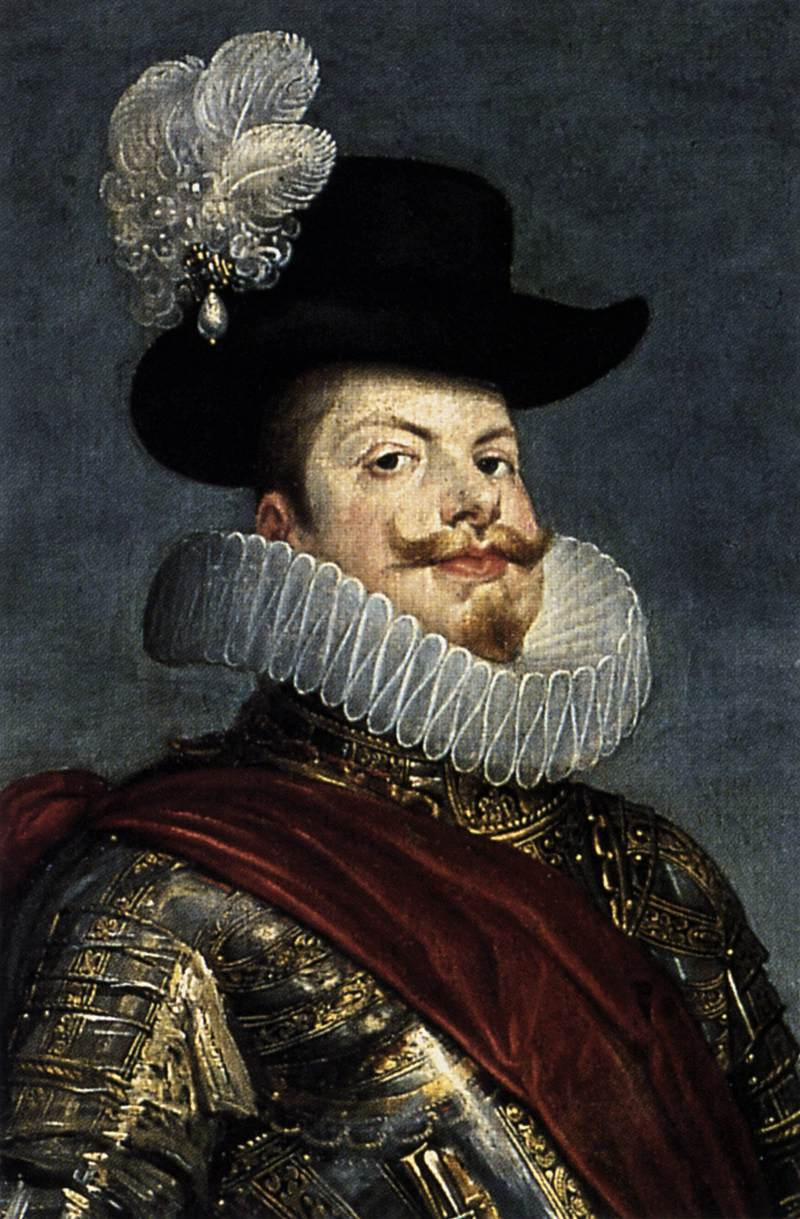
Filip al III-lea al Spaniei, aprox. 1615, detaliu dintr-un portret de Velázquez
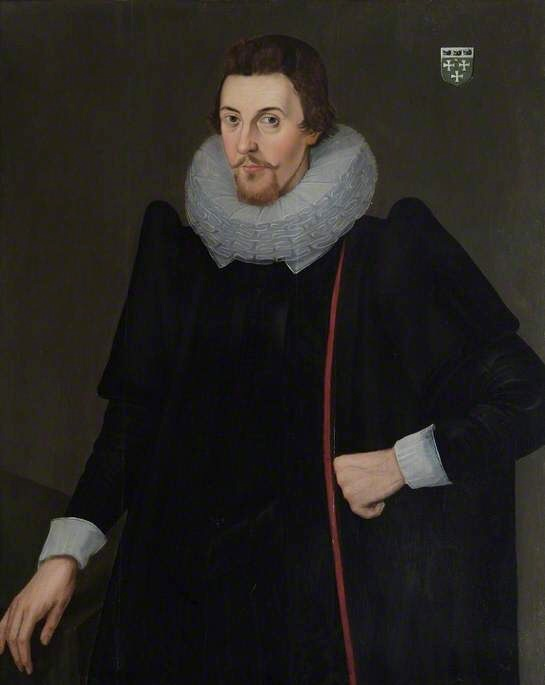
Robert Orpwood (decedat în 1609, pictat aprox. în 1615)
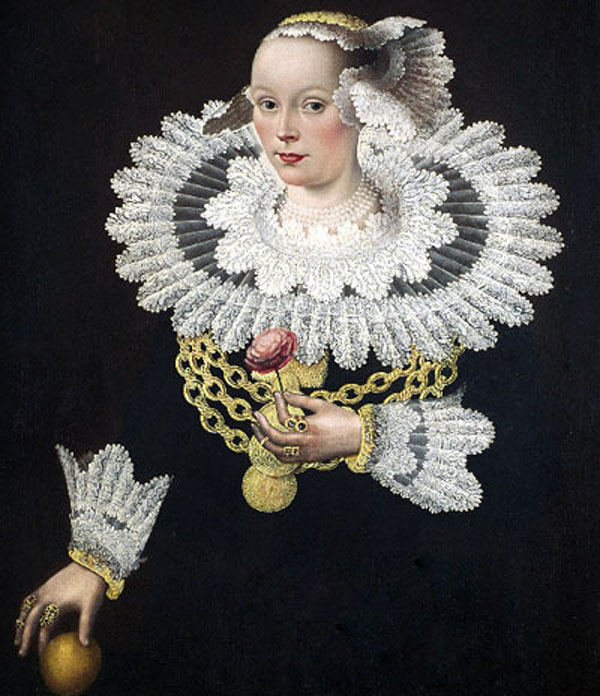
Soția burgmaistrului orașului Lübeck, 1642
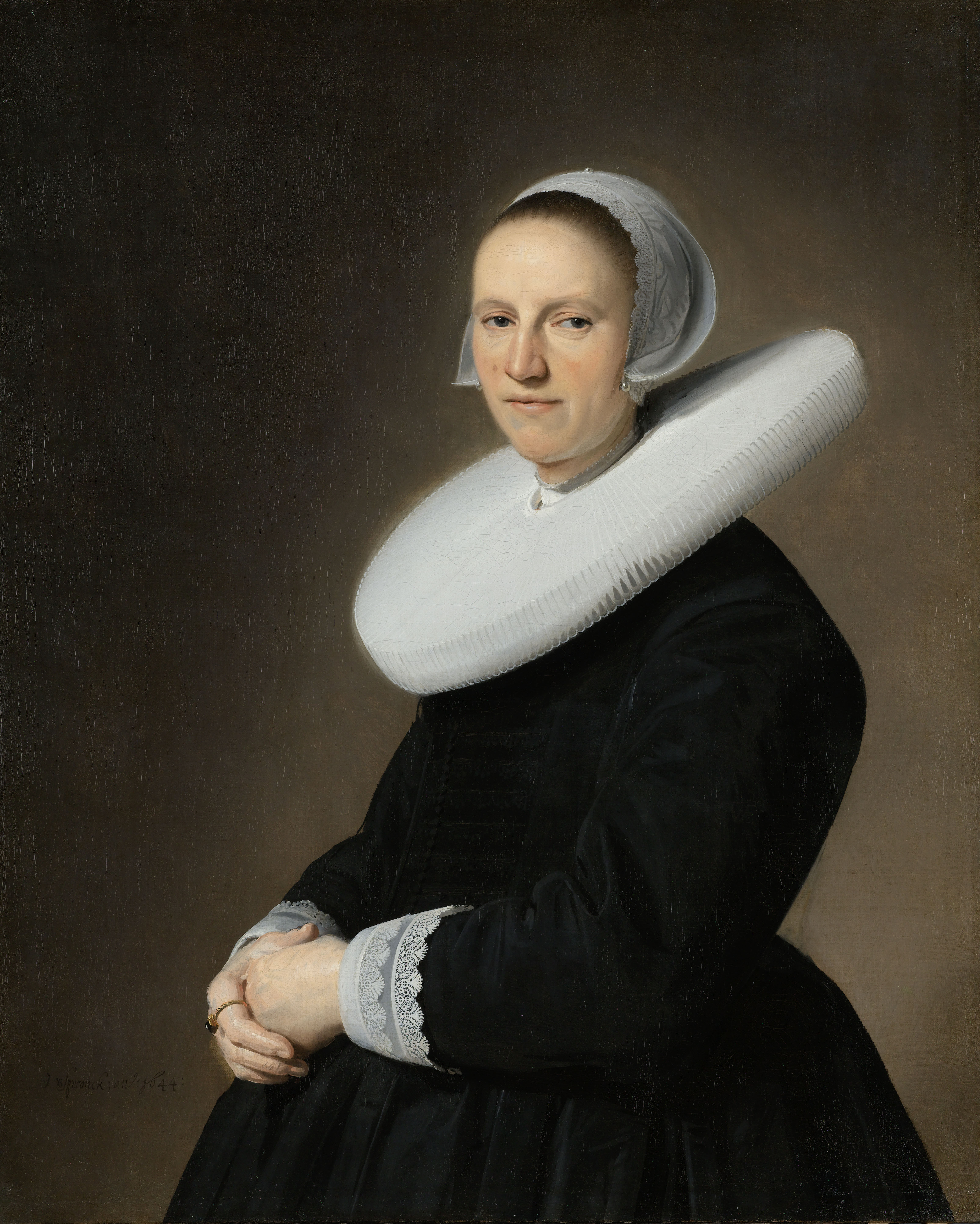
O freză olandeză de mari dimensiuni, 1644
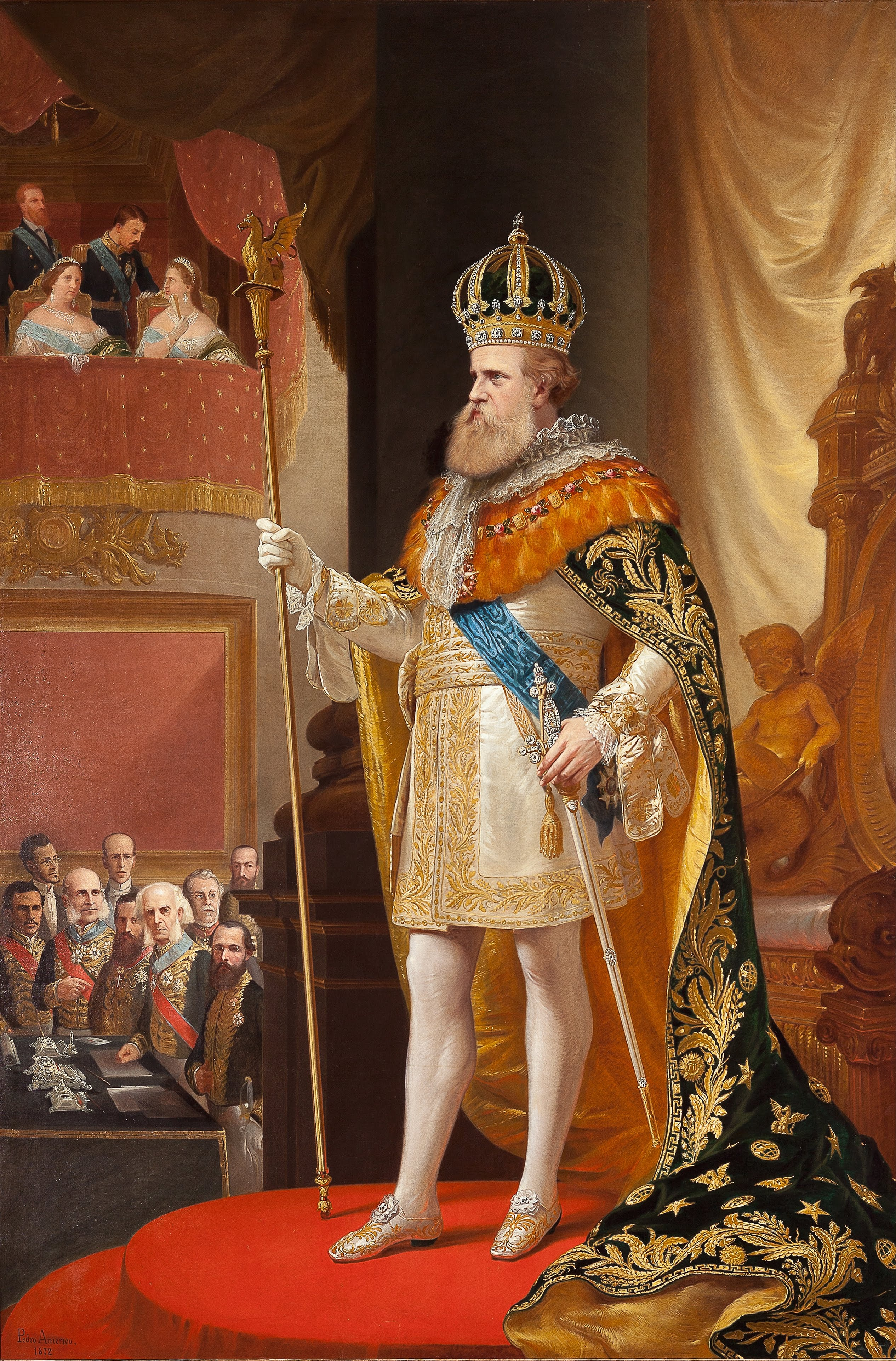
Împăratul Pedro al II-lea al Braziliei, aprox. 1872
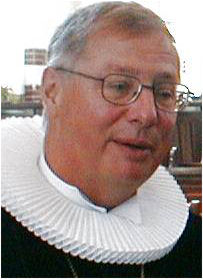
Freză purtată de episcopul Erik Normann Svendsen, aprox. 1999
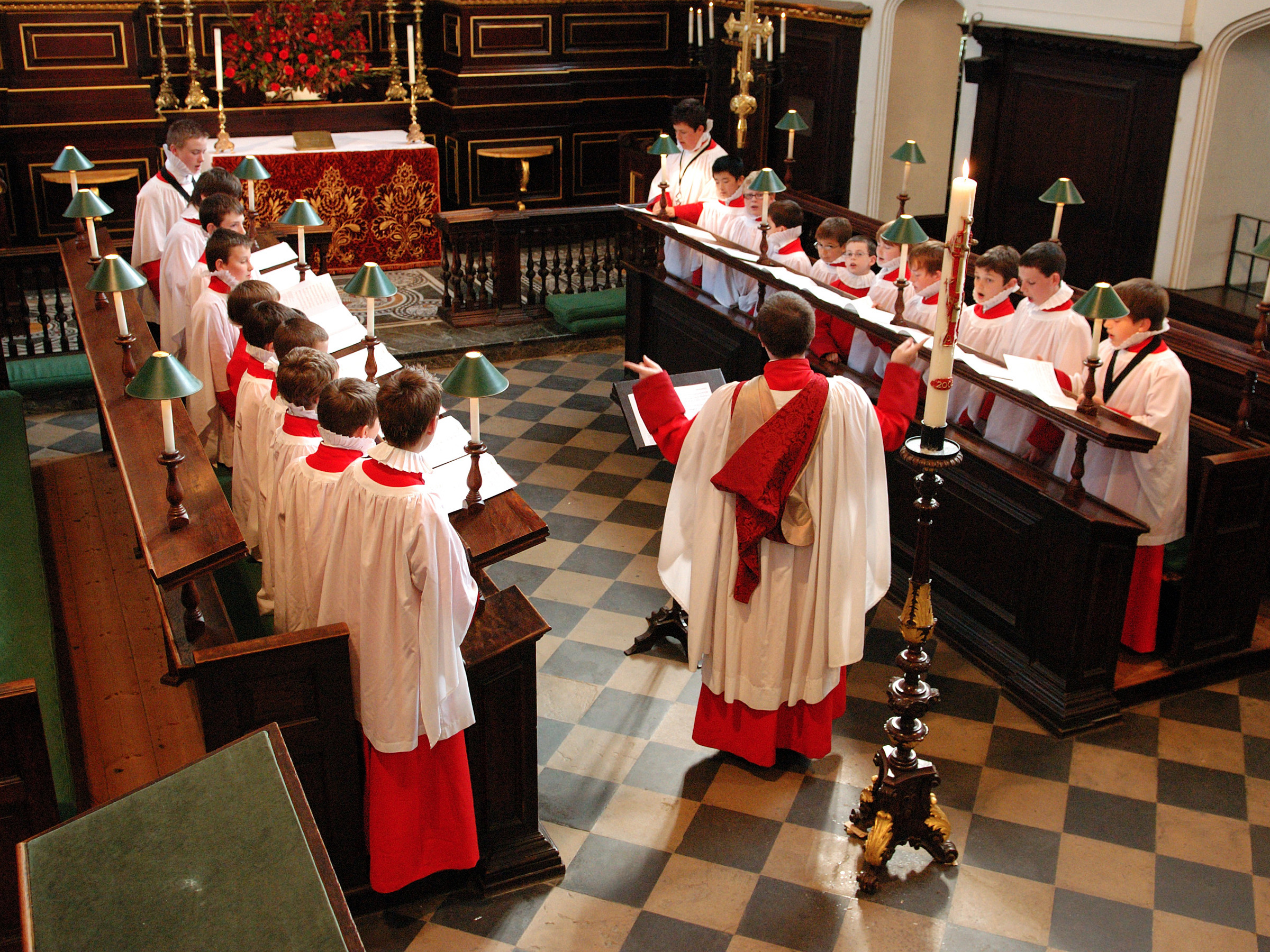
Băieți de cor purtând freze în 2008, Northampton
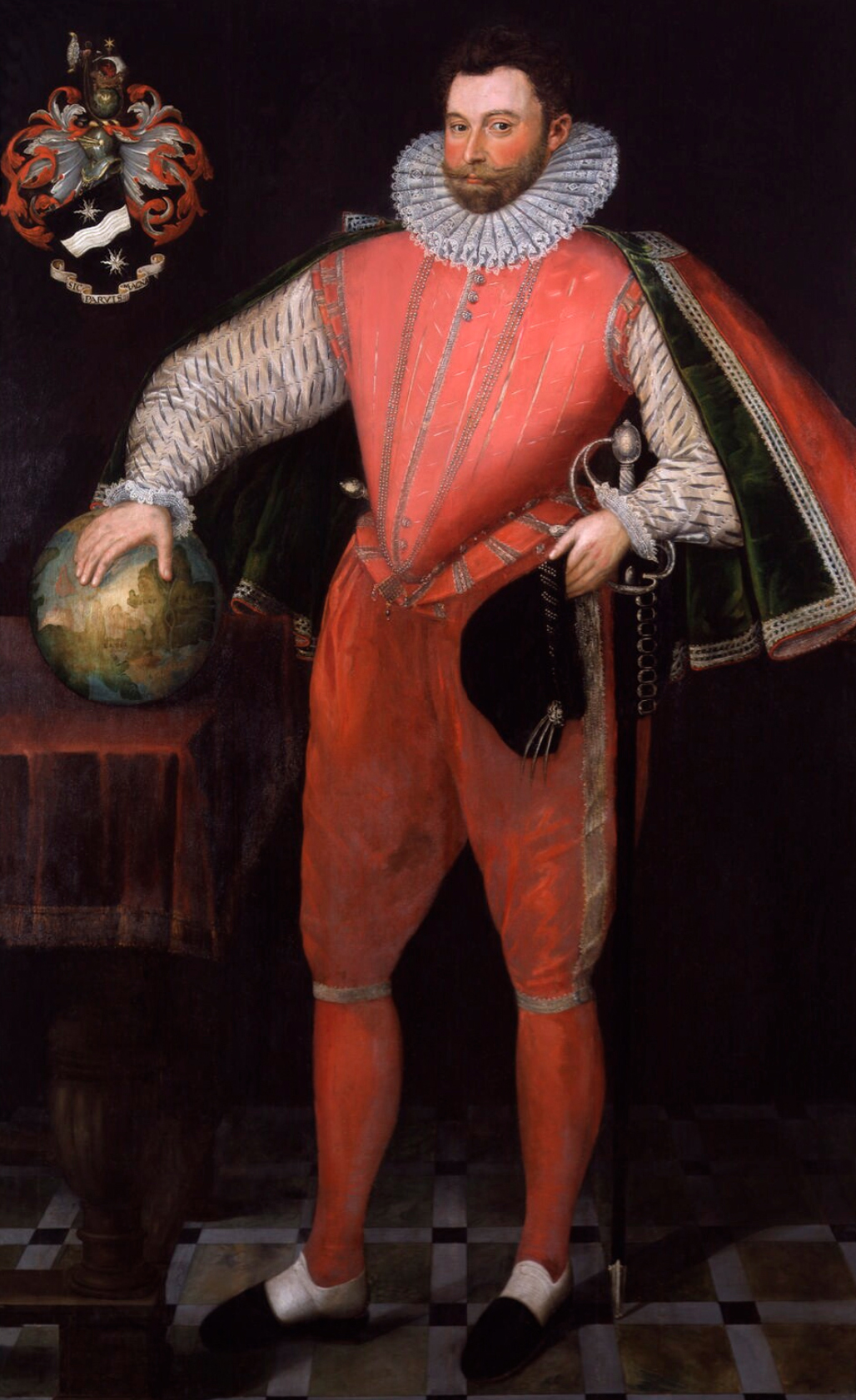
Francis Drake
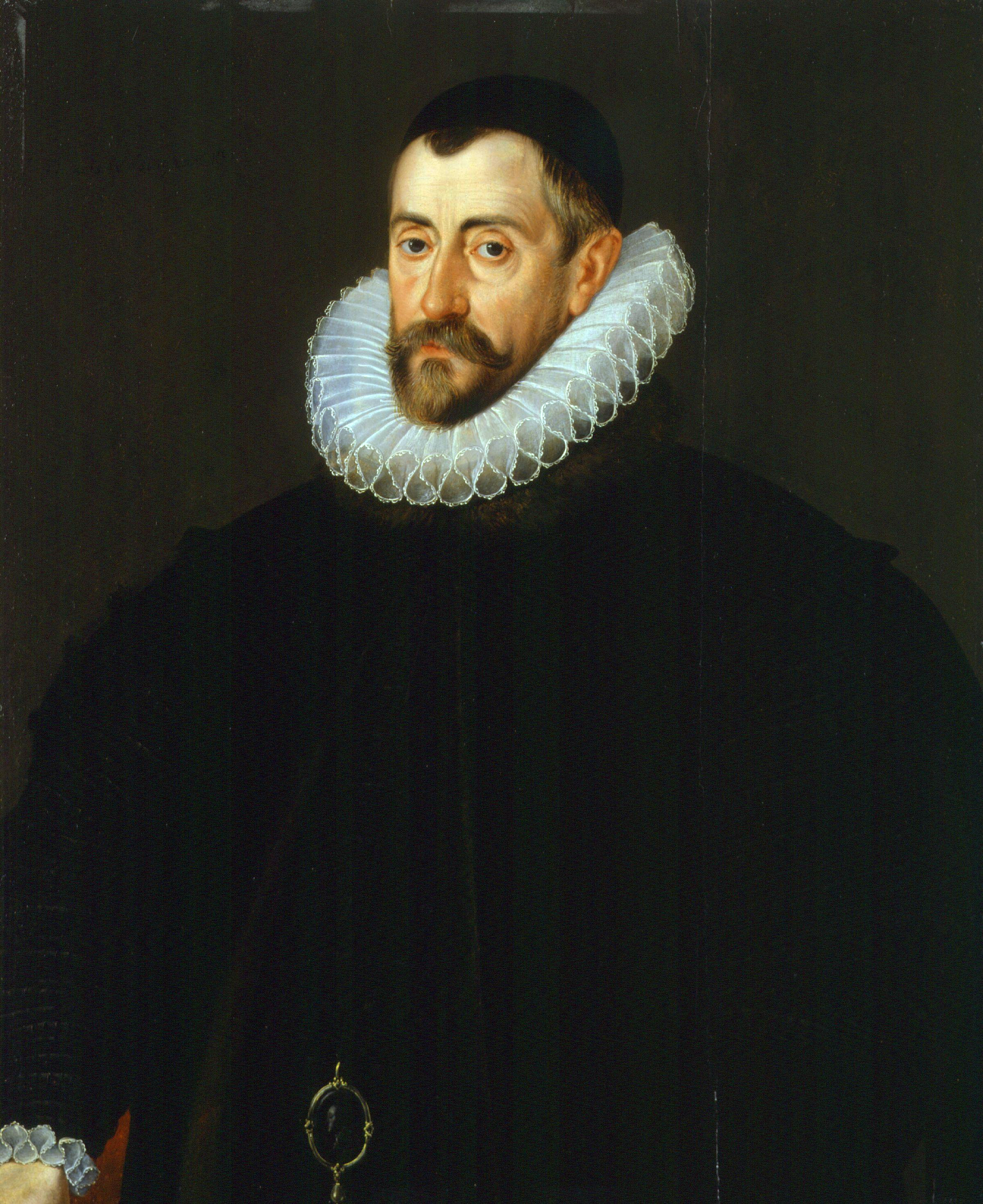
Francis Walsingham
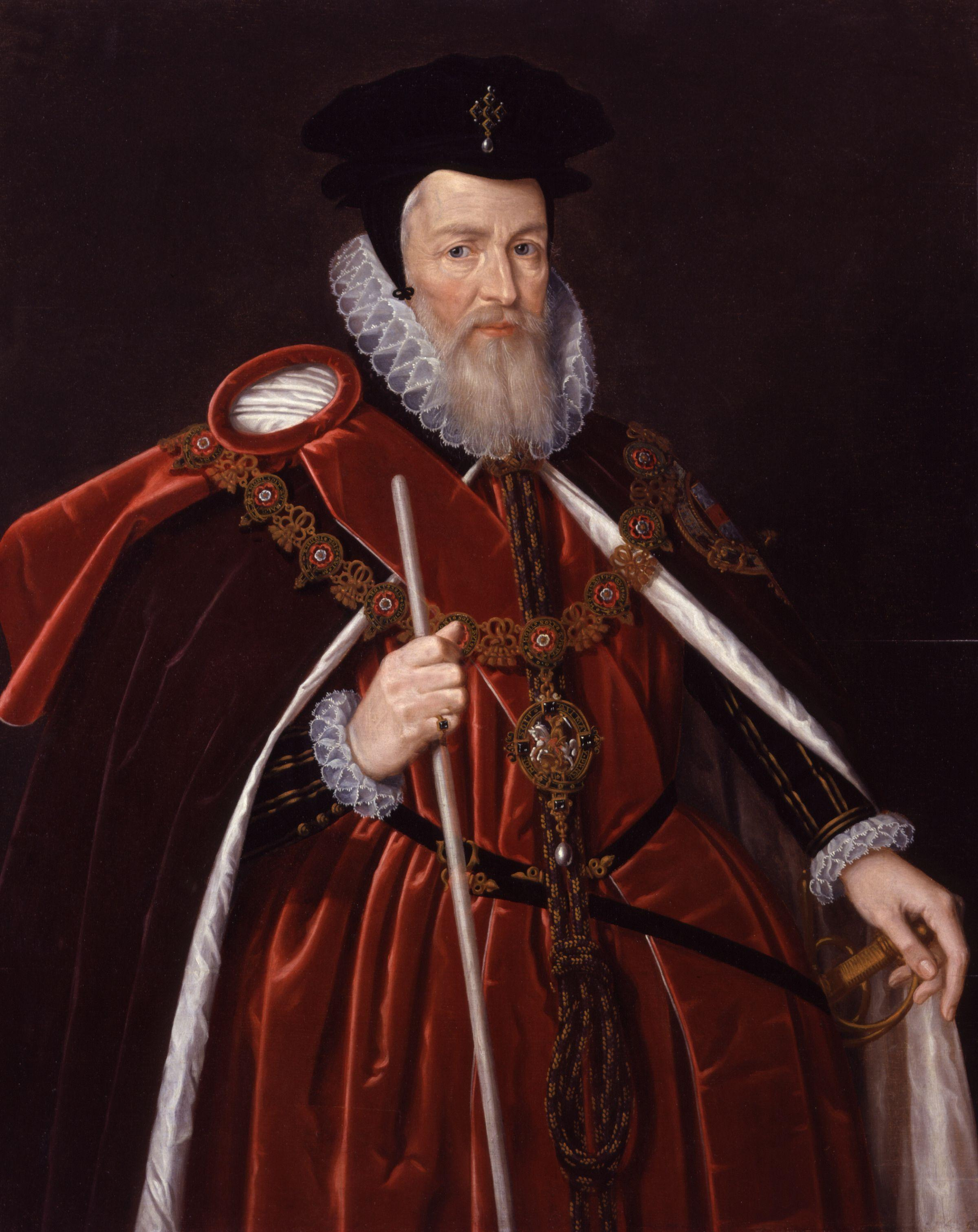
William Cecil, I Baron Burghley
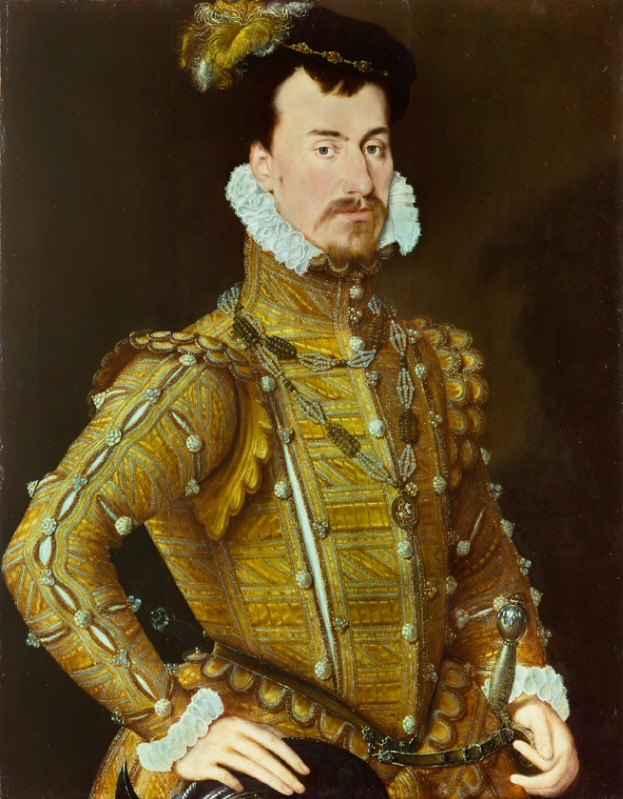
Robert Dudley, I Earl of Leicester
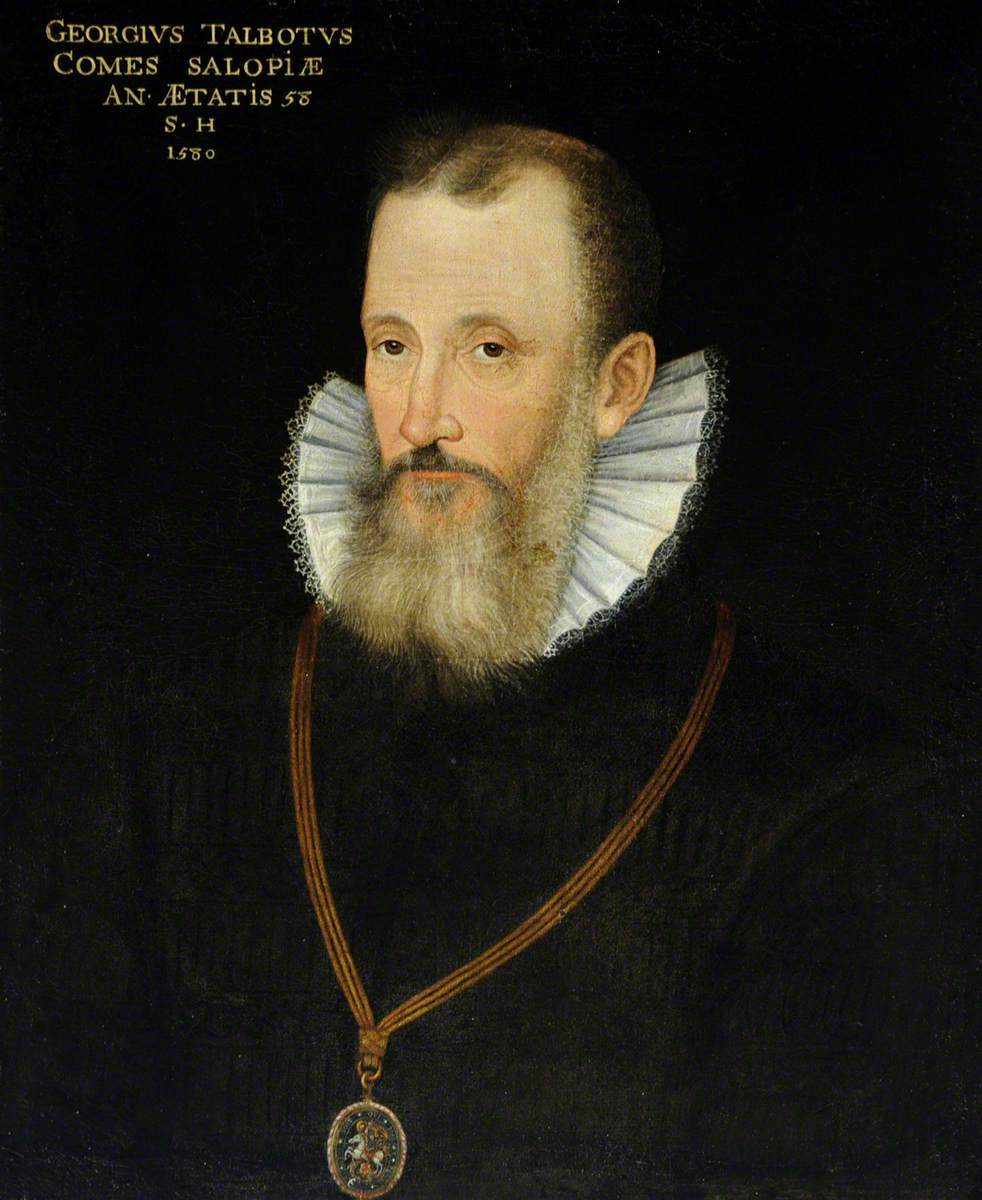
George Talbot, VI Earl of Shrewsbury
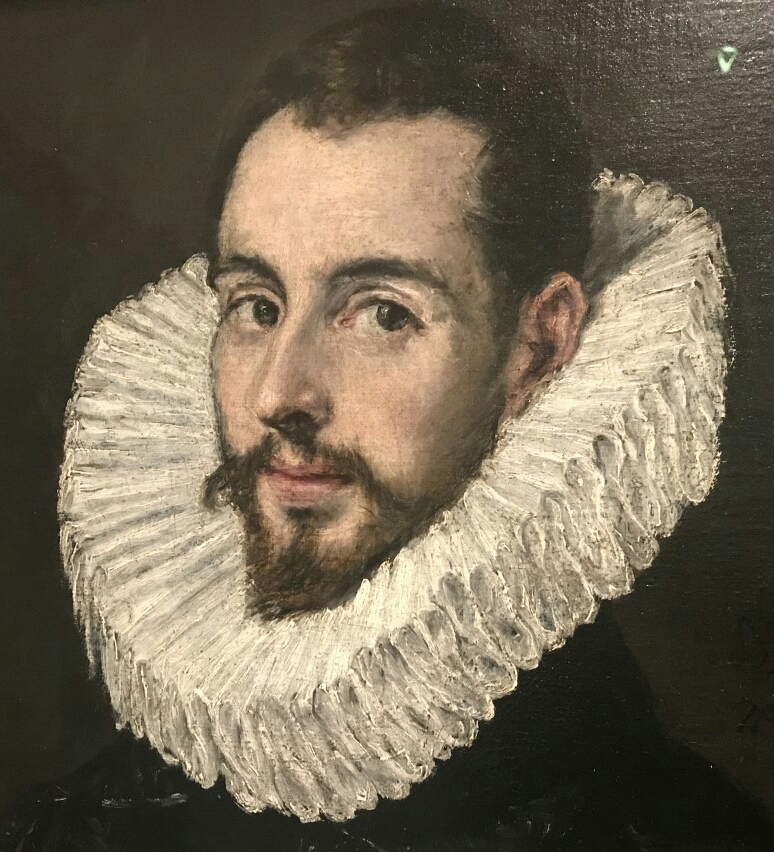
Jorge Manuel Theotokopouli